# Великий Руял
Великий Руя́л (рос. Большой Руял, марій. Кугу Руял) — присілок у складі Марі-Турецького району Марій Ел, Росія. Входить до складу Косолаповського сільського поселення.

## Населення
Населення — 54 особи (2010; 76 у 2002).
Національний склад (станом на 2002 рік):
- марійці — 97 %